# Вулиця Лесі Українки (Донецьк)
Вулиця Лесі Українки — одна з вулиць міста Донецька. Розташована між вулицею Петровського та Петровським лісництвом.

## Історія
Вулиця названа на честь української письменниці, перекладача, культурного діяча Лесі Українки.

## Опис
Вулиця Лесі Українки знаходиться у Петровському районі. Починається від вулиці Петровського і завершується Петровським лісництвом. Довжина вулиці становить близько півтора кілометра.